# Evgueni Iarovenko
Evgueni Viktorovitch Iarovenko (en kazakh : Евгений Викторович Яровенко, en ukrainien : Євген Вікторович Яровенко), né le 17 août 1963 à Karataou, est un footballeur soviétique, puis kazakh.

## Biographie
Il est médaillé d'or aux Jeux olympiques de 1988. Lors du tournoi olympique organisé en Corée du Sud, il joue quatre matchs.
Il reçoit deux sélections en équipe d'URSS lors de l'année 1987 : la première contre la Yougoslavie, la seconde contre la Grèce.
Il est actuellement l'entraîneur du club kazakh de Taraz.

## Palmarès
Union soviétique
- Médaillé d'or aux Jeux olympiques de 1988.

 Kaïrat Almaty
- Vainqueur de la Coupe de la fédération soviétique en 1988.

 FK Dnipro
- Vainqueur de la Coupe d'Union soviétique en 1989.